# Climacteris
Climacteris Temminck, 1820 è un genere di uccelli passeriformi della famiglia Climacteridae.

## Etimologia
Il nome scientifico del genere, Climacteris, deriva dalla latinizzazione della parola greca κλιμακτηρ (klimaktēr, "scala"), in riferimento alle abitudini arboricole di questi uccelli.

## Descrizione

C. rufus.

Si tratta di uccelli di piccole dimensioni (14-19 cm), dall'aspetto robusto, muniti di testa squadrata con becco sottile e appuntito lievemente ricurvo verso il basso, ali appuntite, zampe forti e dalle unghie ricurve e coda rigida e rettangolare.

Il piumaggio è dominato dai toni del grigio o del bruno, più scuro dorsalmente e più chiaro ventralmente, spesso con aree bianche su gola e ali e con presenza di aree ventrali striate di nero: i due sessi presentano dimorfismo sessuale, con le femmine che presentano sfumature rossicce nell'area ventrale.

## Biologia
Si tratta di uccelli diurni e solitari, che passano la maggior parte della giornata percorrendo i tronchi e i rami degli alberi con percorsi elicoidali, similmente a quanto osservabile nei rampichini nostrani, alla ricerca di cibo (rappresentato da insetti ed altri piccoli invertebrati, reperiti ispezionando le spaccature e le crepe della corteccia e i buchi dei tronchi).

Monogami, le coppie in riproduzione possono essere aiutate durante cova e allevamento della prole da altri individui adulti, generalmente maschi delle covate precedenti.

## Distribuzione e habitat
Il genere è endemico dell'Australia, della quale le varie specie popolano in parapatria porzioni piuttosto ampie corrispondenti sempre ad aree ricoperte da boschi o foreste, mancando però dalla Tasmania (verosimilmente a causa delle loro scarsi doti di volatori).

## Tassonomia
Al genere vengono ascritte cinque specie:
- Climacteris erythrops Gould, 1841 - rampichino cigliarosse
- Climacteris affinis Blyth, 1863 - rampichino cigliabianche
- Climacteris rufus Gould, 1841 - rampichino rossiccio
- Climacteris picumnus Temminck, 1824 - rampichino bruno
- Climacteris melanurus Gould, 1843 - rampichino golanera